# 南へ走れ
「南へ走れ」（みなみへはしれ）は、BLUEWの1枚目のシングル。

## 内容
石渡道明加入以後バージョンとしてミニアルバム『BLUEW』からシングルカットした中外製薬「新グロモント」CFイメージソング。後に、フルアルバム『SURFBREAK』にて表題曲のロングバージョンとして収録。

## 収録曲
1. 南へ走れ
作詞：吉元由美　作曲：片山圭司　編曲：BLUEW
2. 君だけが...
作詞・作曲：片山圭司　編曲：BLUEW